# Colostygia nubicincta
Colostygia nubicincta är en fjärilsart som beskrevs av W. Warren 1900. Colostygia nubicincta ingår i släktet Colostygia och familjen mätare. Inga underarter finns listade i Catalogue of Life.